# Lunedì
Lunedì è il giorno della settimana tra la domenica e il martedì. Il nome viene dal latino lunae dies, «giorno della Luna».

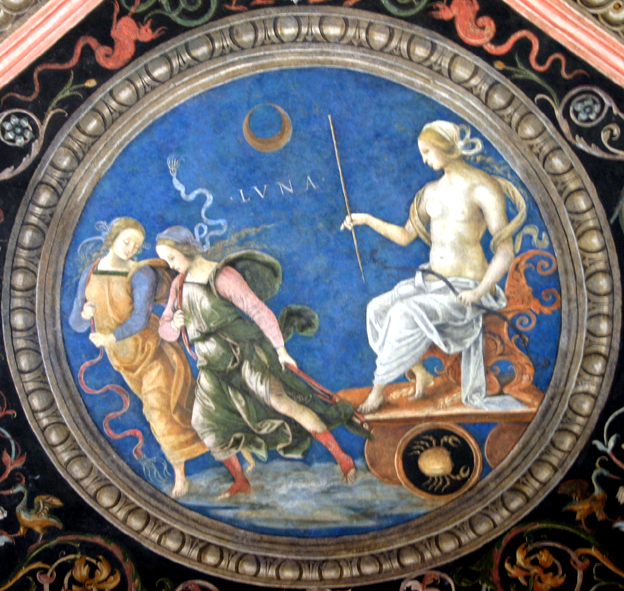
Affresco del Perugino sulla volta della Sala delle Udienze del Collegio del Cambio, a Perugia, raffigurante le qualità astrologiche della Luna, astro luminare governatore del lunedì, tradizionalmente dedicato alla famiglia, alla cura della casa e dei campi.

## Il lunedì nella cultura e nella tradizione

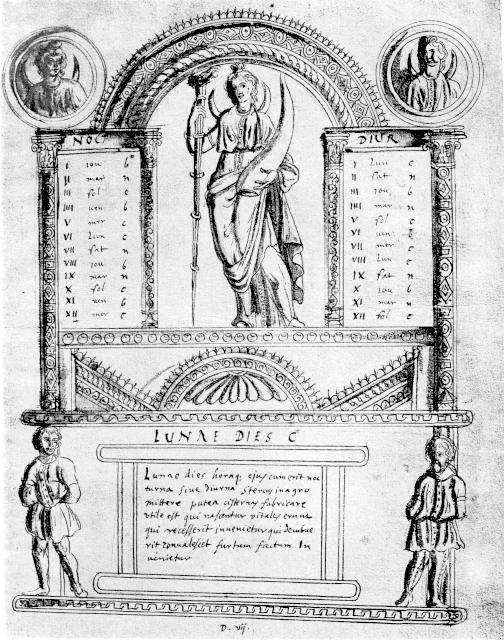
Illustrazione della Lunae dies nella cronografia del 354 ad opera di Furio Dionisio Filocalo.

Posto sotto l'influsso della Luna, astro tipicamente femminile che governa la notte, il flusso dell'acqua e la vitalità della natura, il lunedì presso gli antichi Romani era il giorno più indicato per dedicarsi alla cura della casa e all'attività agreste, come la concimazione dei campi e l'escavazione di pozzi.
Accostabile alle figure di Cerere/Demetra, Diana/Artemide, Proserpina/Persefone, la Luna era associata infatti ai concetti di crescita, nutrizione, maternità, riguardo per la famiglia e il focolare domestico, culto della memoria, introspezione, ispirazione onirica, attività ancora oggi ritenute adatte al lunedì nell'ambito della magia e dell'astrologia.
Questi significati spirituali sono andati persi nella concezione attualmente prevalente del lunedì, che è divenuto invece il giorno del ritorno al lavoro dopo la pausa domenicale.
Nella scienza medievale, come illustrato dagli affreschi nella Sala delle Arti liberali e dei Pianeti di palazzo Trinci a Foligno, le qualità del lunedì, impersonate da una vecchia, corrispondevano alla decrepitezza fra le sette età della vita umana, e alla grammatica fra le arti liberali. Fra i sette arcangeli planetari, il lunedì è governato da Gabriele.

### Primo o secondo giorno?
La posizione del lunedì nella sequenza dei giorni della settimana non è univoca. In gran parte dell'Europa, compresa l'Italia, viene considerato il primo, e così è stabilito nella norma IS-8601 dell'Organizzazione internazionale per la normazione (ISO). In altri Stati invece, come la Russia o quelli di lingua inglese e portoghese, è classificato come secondo dopo la domenica.
Anche per i Romani del resto, come per gli ebrei ed i cristiani, presso i quali la domenica era il primo giorno, il lunedì risultava di conseguenza il secondo. Il fatto però che l'origine stessa della settimana come ciclo di sette giorni fosse dovuta alle fasi lunari, che regolavano gli antichi calendari agricoli, può aver determinato la collocazione del lunedì all'inizio. La Luna inoltre era sempre stata considerata il primo pianeta che s'incontra nella scala ascendente dalla Terra verso le stelle fisse.
Il lunedì ha dato luogo a termini come «lunediare», che significa fare festa il lunedì, o derivati come «lunediana» e «lunediante». Si tratta spesso, infatti, del primo giorno di ripresa del lavoro dopo la pausa festiva del fine settimana; per questa sua caratteristica è oggetto di temi d'intrattenimento e di canzoni.

### Ricorrenze religiose
In Italia viene chiamato Lunedì dell'Angelo o di Pasquetta il lunedì successivo alla domenica di Pasqua; in alcuni Paesi tra cui l'Italia è giorno festivo.
In alcuni Paesi è giorno festivo anche il Lunedì di Pentecoste, giorno che segue la domenica di Pentecoste.